# New Tazewell
New Tazewell és una població dels Estats Units a l'estat de Tennessee. Segons el cens del 2000 tenia 2.871 habitants.

## Demografia
Segons el cens del 2000, New Tazewell tenia 2.871 habitants, 1.200 habitatges, i 753 famílies. La densitat de població era de 209,2 habitants/km².
Dels 1.200 habitatges en un 29,4% hi vivien nens de menys de 18 anys, en un 43,8% hi vivien parelles casades, en un 14,6% dones solteres, i en un 37,3% no eren unitats familiars. En el 34,1% dels habitatges hi vivien persones soles el 14,7% de les quals corresponia a persones de 65 anys o més que vivien soles. El nombre mitjà de persones vivint en cada habitatge era de 2,3 i el nombre mitjà de persones que vivien en cada família era de 2,97.
Per edats la població es repartia de la següent manera: un 24,1% tenia menys de 18 anys, un 8,7% entre 18 i 24, un 27,8% entre 25 i 44, un 23,3% de 45 a 60 i un 16,1% 65 anys o més.
L'edat mediana era de 37 anys. Per cada 100 dones de 18 o més anys hi havia 82,5 homes.
La renda mediana per habitatge era de 21.875 $ i la renda mediana per família de 31.458 $. Els homes tenien una renda mediana de 22.181 $ mentre que les dones 18.472 $. La renda per capita de la població era de 13.619 $. Entorn del 24,2% de les famílies i el 29,4% de la població estaven per davall del llindar de pobresa.

## Poblacions més properes
El següent diagrama mostra les poblacions més properes.